# Порицька волость
Порицька волость — адміністративно-територіальна одиниця Володимир-Волинського повіту Волинської губернії Російської імперії та Української держави. Волосний центр — містечко Порицьк. 
Станом на 1885 рік складалася з 22 поселень, 21 сільської громади. Населення — 7691 осіб (3841 чоловічої статі та 3850 — жіночої), 814 дворових господарств.
|                     | Площа, десятин | У тому числі орної, дес. |
| ------------------- | -------------- | ------------------------ |
| Сільських громад    | 8174           | 5839                     |
| Приватної власності | 12218          | 3443                     |
| Казенної власності  | 1401           | —                        |
| Іншої власності     | 460            | 264                      |
| Загалом             | 22253          | 9546                     |

Основні поселення волості:
- Порицьк — колишнє власницьке містечко при річці Фоса за 28 верст від повітового міста, волосне правління, 716 осіб, 71 двір, православна церква, костел, 3 єврейських молитовних будинки, поштова станція, лікарня, 23 лавки, 7 ярмарок, кузня, водяний млин, цегельний та пиоварний заводи. За 6 верст цегельний завод.
- Грушів — колишнє державне і власницьке село, 285 осіб, 35 дворів, православна церква, постоялий будинок.
- Завидів — колишнє державне село при річці Руді, 508 осіб, 73 двори, православна церква, постоялий будинок.
- Зашкевичі — колишнє державне і власницьке село, 318 осіб, 41 двір, православна церква, 2 постоялих будинки.
- Колона — колишнє власницьке село при річці Закута, 259 осіб, 36 дворів, православна церква, постоялий будинок.
- Ляхів — колишнє власницьке село при річках Фоса і Тарків, 192 особи, 27 дворів, православна церква, постоялий будинок, кузня, водяний млин, винокуренний завод.
- Милятин — колишнє власницьке містечко при річці Мулавиця, 70 осіб, 17 дворів, православна церква, єврейський молитовний будинок, водяний млин.
- Риковичі — колишнє власницьке село при річці Білоха, 736 осіб, 101 двір, православна церква, постоялий будинок, водяний млин.
- Старий Порицьк — колишнє власницьке село при річці Руді, 385 осіб, 51 двір, православна церква, постоялий будинок, водяний млин.
- Топилищі — колишнє власницьке село при річці Руді, 290 осіб, 45 дворів, православна церква, постоялий будинок.

## Під владою Польщі
18 березня 1921 року Західна Волинь окупована Польщею. Волості було перетворено на ґміни, відповідно, адміністративна одиниця отримала назву ґміна Порицк. Волость входила до Володимирського повіту Волинського воєводства. Межі та склад колишньої волості зберігся, що й за Російської імперії та Української держави.
Польською окупаційною владою на території ґміни інтенсивно велася державна програма будівництва польських колоній і заселення поляками. На 1936 рік ґміна складалася з 29 громад:
1. Деречин — село: Деречин;
2. Долинка — колонія: Долинка;
3. Древині — село: Древині та фільварок: Древині;
4. Грушів — село: Грушів та гаївка: Кам'янисте;
5. Іваничі-Нові — колонії: Іваничі-Нові, Дубинка і Зигмунтівка;
6. Іваничі-Старі — село: Іваничі-Старі та колонія: Зелена;
7. Клопочин — село: Клопочин;
8. Колона — село: Колона;
9. Кучків — село: Кучків та гаївка: Тарахані;
10. Ляхів — село: Ляхів, фільварок: Ляхів, гаївка: Ляхів та колонія: Ново Ляхів;
11. Милятин — село: Милятин;
12. Орішин — колонія: Орішин та гаївка: Орішин;
13. Павлівка — села: Павлівка і Михайлівка, селища: Барбарівка, Голендерня і Лиса Гора, лісничівка: Марисин та фільварок: Павлівка;
14. Пелагин — колонія: Пелагин;
15. Порицьк — містечко: Порицьк та фільварок: Порицьк;
16. Порицьк Старий — село: Порицьк Старий та фільварок: Порицьк Старий;
17. Переславичі — село: Переславичі, фільварок: Переславичі та гаївка: Грабина;
18. Радовичі — село: Радовичі, фільварок: Радовичі та гаївка: Радовичі;
19. Романівка — колонії: Романівка, Вітольдів і Вітольдівка;
20. Риковичі — село: Риковичі та фільварок: Риковичі;
21. Самоволя — село: Самоволя, гаївка: Самоволя та фільварок: Олин;
22. Щенютин Великий — колонії: Щенютин Великий і Юрин;
23. Щенютин Малий — село: Щенютин Малий;
24. Топилище — село: Топилище;
25. Трубки — село: Трубки;
26. Волиця — село: Волиця;
27. Зашкевичі Нові — колонія: Зашкевичі Нові;
28. Зашкевичі Старі — село: Зашкевичі Старі;
29. Завидів — село: Завидів та лісничівка: Завидів.

Після радянської анексії західноукраїнських земель ґміна ліквідована у зв'язку з утворенням Порицького району.